# 소드 (프로게이머)
소드(본명: 최성원, 1997년 6월 16일 ~ )는 대한민국의 리그 오브 레전드 프로게이머로 아이디는 Sw0rd이다. 포지션은 탑 라이너이다.

## 선수 생활
2015년 12월 14일 터키리그의 팀 터퀄리티에 입단하면서 프로 커리어를 시작했다.
2017시즌을 앞두고 그리핀에 입단했다. 2017시즌 팀이 부진한 가운데 함께 좋지 못한 모습을 보여주었다.
2018 스프링 시즌에서는 좋은 모습을 보여주면서 팀의 승강전 진출에 기여했다. 승강전에서 팀의 챔피언스 승격에 기여했다. 서머 시즌에서도 팀의 주전 탑 라이너로 활동하면서 팀의 준우승에 기여했다.
2018 케스파컵에서 팀의 우승에 기여했다. 2019 스프링 시즌에서도 좋은 모습을 보여주었다. 하지만 스프링 중반부터는 좋지 못한 모습을 보여주었다. 서머 시즌에서는 도란과 번갈아가면서 출전하였으며 시즌 후반기에서는 서브 선수로 내려왔다. 리프트 라이벌즈 2019에서는 LCK의 우승에 기여했다. 롤드컵 2019에서는 주전 탑 라이너로 출전했다. 하지만 8강전인 인빅투스 게이밍과의 경기에서 더샤이에게 압도당하는 모습을 보여주면서 팀의 8강 탈락에 일조하고 말았다.
2020시즌을 앞두고 팀이 그리핀 사건에 휘말린 와중 팀에 잔류했다. 스프링 시즌 팀의 주전 탑 라이너로 활동하면서 준수한 모습을 보여주었지만 팀의 강등을 막지 못했다. 스프링 시즌 종료 후 팀에서 퇴단했다.
2022시즌을 앞두고 프레딧 브리온에 입단했다. 입단 이후 소환사명을 기존의 Sword에서 Sw0rd로 변경했다. 주전 탑 자리를 두고 모건과 경쟁을 펼치게 되었다. 스프링 시즌 초반에는 모건의 밀려 서브 선수로 활동했다. 2022년 1월 28일에 치러진 광동 프릭스와의 경기에서 선발 출전하면서 LCK 복귀전을 치렀다. 이후로도 모건을 대신해 종종 출전기회를 잡았다. 서머 시즌에서도 모건의 서브 선수로 시작했으나 서머 3~4주차 동안에는 모건을 대신해 선발로 출전했다. 2022시즌 종료 이후 FA가 되며 퇴단했다.

## 논란
소드는 그리핀 사건 기간 동안 그리핀의 감독이었던 씨맥과의 갈등이 드러나면서 논란이 되었다.

## 소속팀
| # | 팀명          | 소속 기간             | 소속 리그 | 비고 |
| - | ------------- | --------------------- | --------- | ---- |
| 1 | 팀 터퀄리티   | 2015.12.14~2017.01.10 | TCL       |      |
| 2 | 그리핀        | 2017.01.10~2020.12.15 | CK LCK    |      |
| 3 | 프레딧 브리온 | 2021.11.17~2022.11.21 | LCK       |      |

## 수상 내역
- 리그 오브 레전드 챌린저스 코리아 스프링 2018 우승
- 리그 오브 레전드 챔피언스 코리아 서머 2018 준우승
- 2018 LoL KeSPA컵 우승
- 스무살우리 리그 오브 레전드 챔피언스 코리아 스프링 2019 준우승
- 리프트 라이벌즈 2019 우승
- 우리은행 리그 오브 레전드 챔피언스 코리아 서머 2019 준우승
- 리그 오브 레전드 월드 챔피언십 2019 8강